# Terry Reid
Terry Reid (Huntingdon, 1949. november 13. – 2025. augusztus 4.) angol énekes, gitáros, dalszerző.

## Életútja
Az 1960-as évek végén mint fiatal tehetség került be a köztudatba, de nem váltotta be azokat a sikereket, amit jósoltak neki, vagy amit a vele együtt indulók (Robert Plant, Steve Winwood, Steve Marriott). Reidet lehet tekinteni a könnyűzene egyik nagy vesztesének, ugyanis karrierje kezdetén visszautasította mind a Led Zeppelin, mind a Deep Purple énekesi felkéréseit. Szólókarrierje több, de inkább kevesebb sikerrel járt, majd az 1970-es évek közepétől fokozatosan eltűnt és nagyjából 10 évente 1 albummal jelentkezett. Felső hangregiszterekben hangja kísértetiesen hasonlított Robert Plantére.

## Zenei munkássága
Terry 1968-ban alakított egy triót, amellyel el is készítette első nagylemezét, a Bang Bang You're Terry Reid-et. Ezen főként saját számok szerepelnek egy-két feldolgozás mellett. Műfajilag nehezen behatárolható, ugyanis vannak rajta folkos-popos-rockos elemek. Ezen a lemezen található a Without Expression, Bang Bang, Season Of The Witch. Még ebben az évben Terry és zenekara a legendás Cream előzenekaraként turnézott.
1969-ben megjelent a második albuma Terry Reid címmel. Jelentős számai a Superlungs My Supergirl, a Rich Kid Blues, May Fly című számai és a Better by far, melyből rádiósláger lett. A korong megjelenése után részt vett előzenekarként a Rolling Stones észak-amerikai turnéján. 
1970-ben fellépett a legendás Isle of Wight fesztiválon, majd az Atlantic lemezkiadóhoz igazolt át.
1973-ban River címmel megjelent a harmadik albuma. Kedvező kritikai visszhangja volt, de a közönségsiker elmaradt. Ezen az albumon található a nagy koncert kedvenc száma a Dean, ezen kívül még meg lehet említeni az egy szál akusztikus gitárral előadott Dreamet, vagy Milestonest is.
1976-ban megjelent Seeds Of A Memory címmel az utolsó jelentősebb Reid-album. Nagyon alacsony példányszámban fogyott el, viszont található rajta három, a Reid életmű alapjaként szolgáló szám: Faith To Arise, To Be Treated Rite, Seed Of Memory. Reid karrierje ezután a két sikertelen album után kettétört, ekkor mindössze 27 éves volt.
A 80-as években visszavonult és mint sessionzenész dolgozott tovább a szakmában.
Ezután kiadott még pár lemezt, de ezek többnyire erőtlen próbálkozások voltak. A 90-es években a másik egykori nagy tehetséggel, Mick Taylorral turnézott. 2005-ben és 2007-ben Angliában klubturnékon vett részt.

## Lemezei
- Bang, Bang You're Terry Reid (1968)
- Terry Reid (album) (1969) (amerikai cím: Move Over for Terry Reid)
- River (1973)
- Seed of Memory (1976)
- Rogue Waves (1979)
- The Driver (1991)
- Alive (2004)